# 默河
默河（法語：Meu，法語發音：[mø]）是法國的河流，位於該國西北部，屬於维莱讷河的右支流，河道全長85公里，流域面積468平方公里，平均流量每秒3.13立方米，發源自圣弗朗附近。

## 外部連結
- http://www.geoportail.fr（页面存档备份，存于）
- Sandre数据库中的默河